# Leopold Lucas

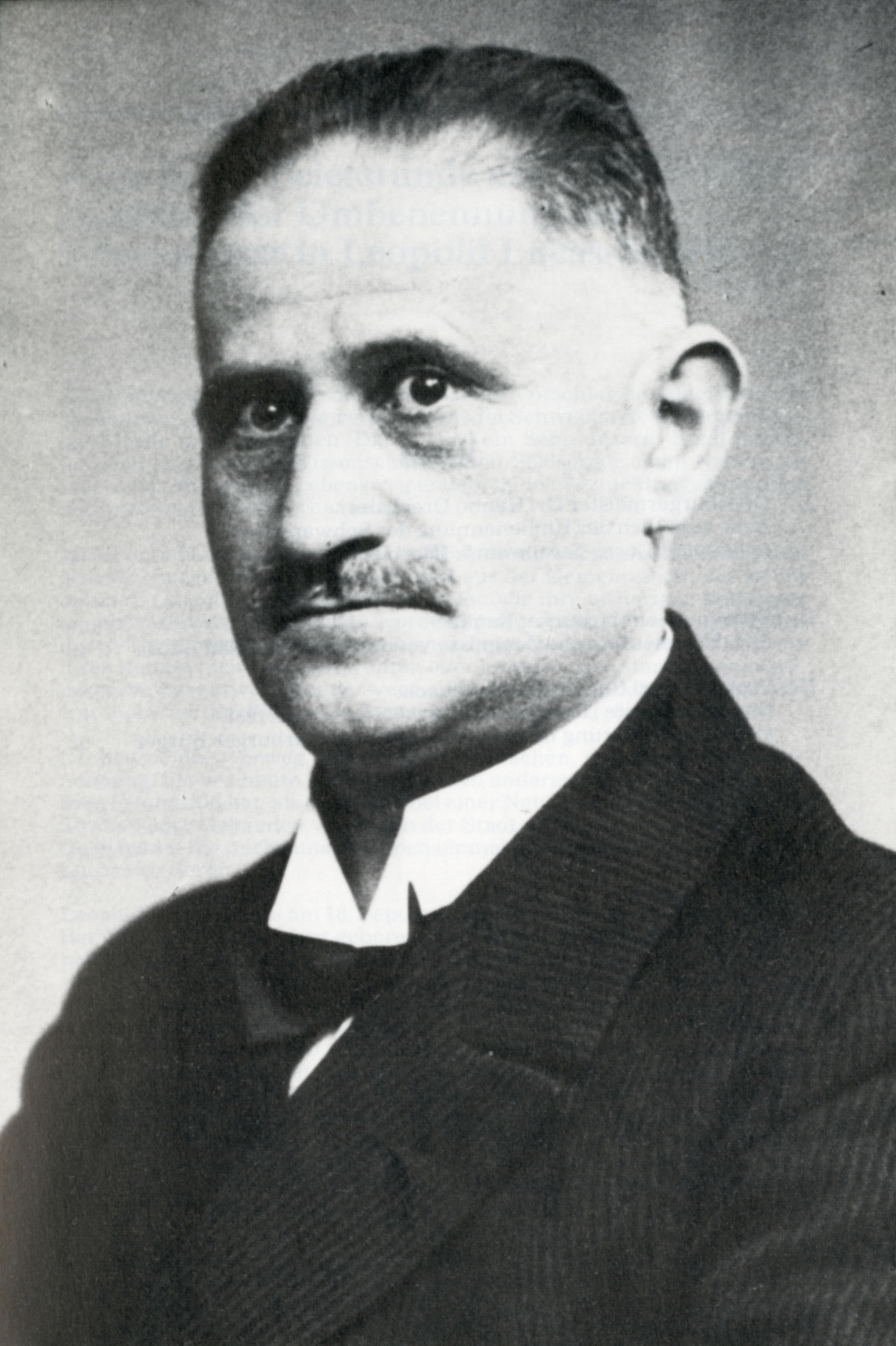
Leopold Lucas

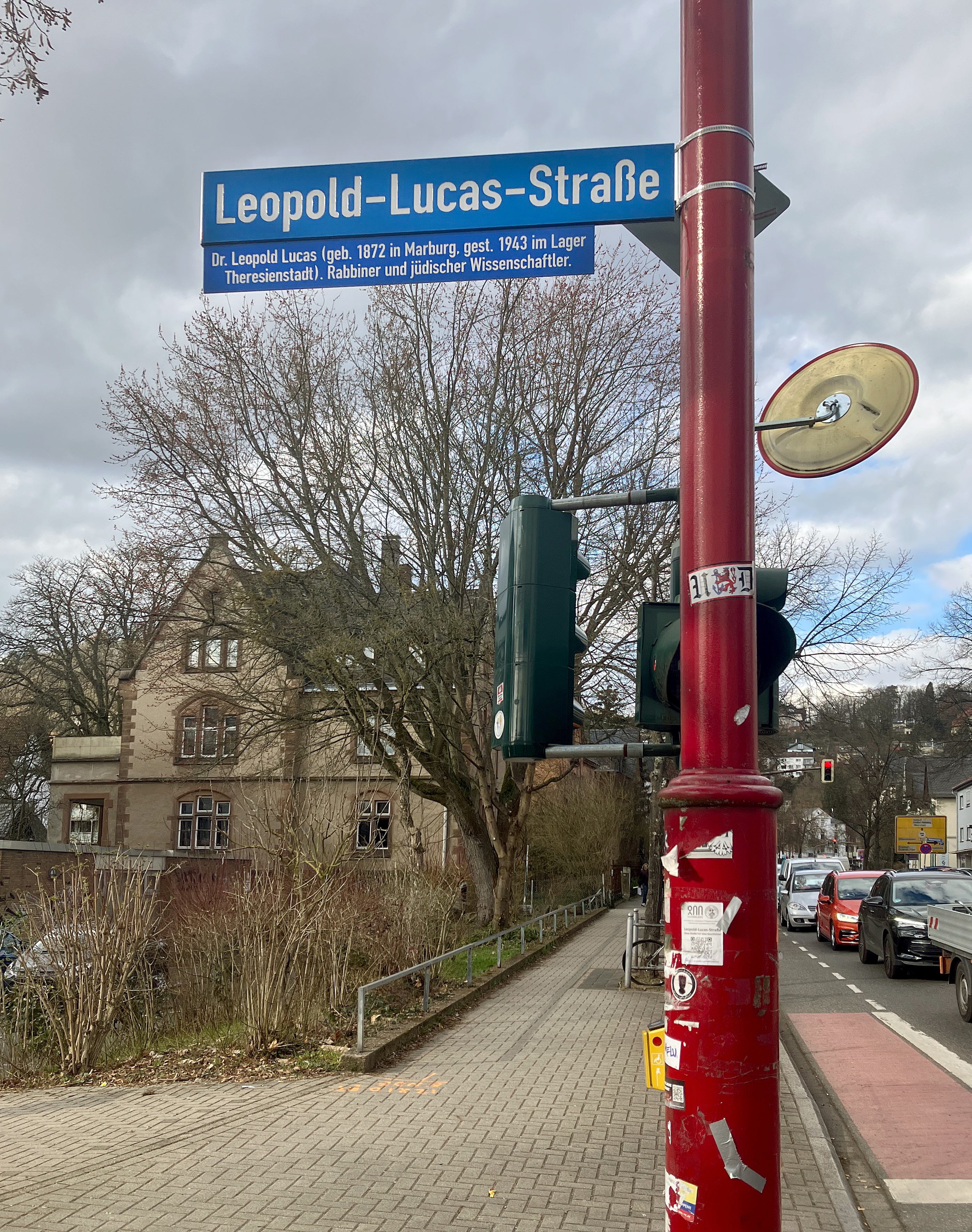
Straßenschild Leopold-Lucas-Straße in Marburg

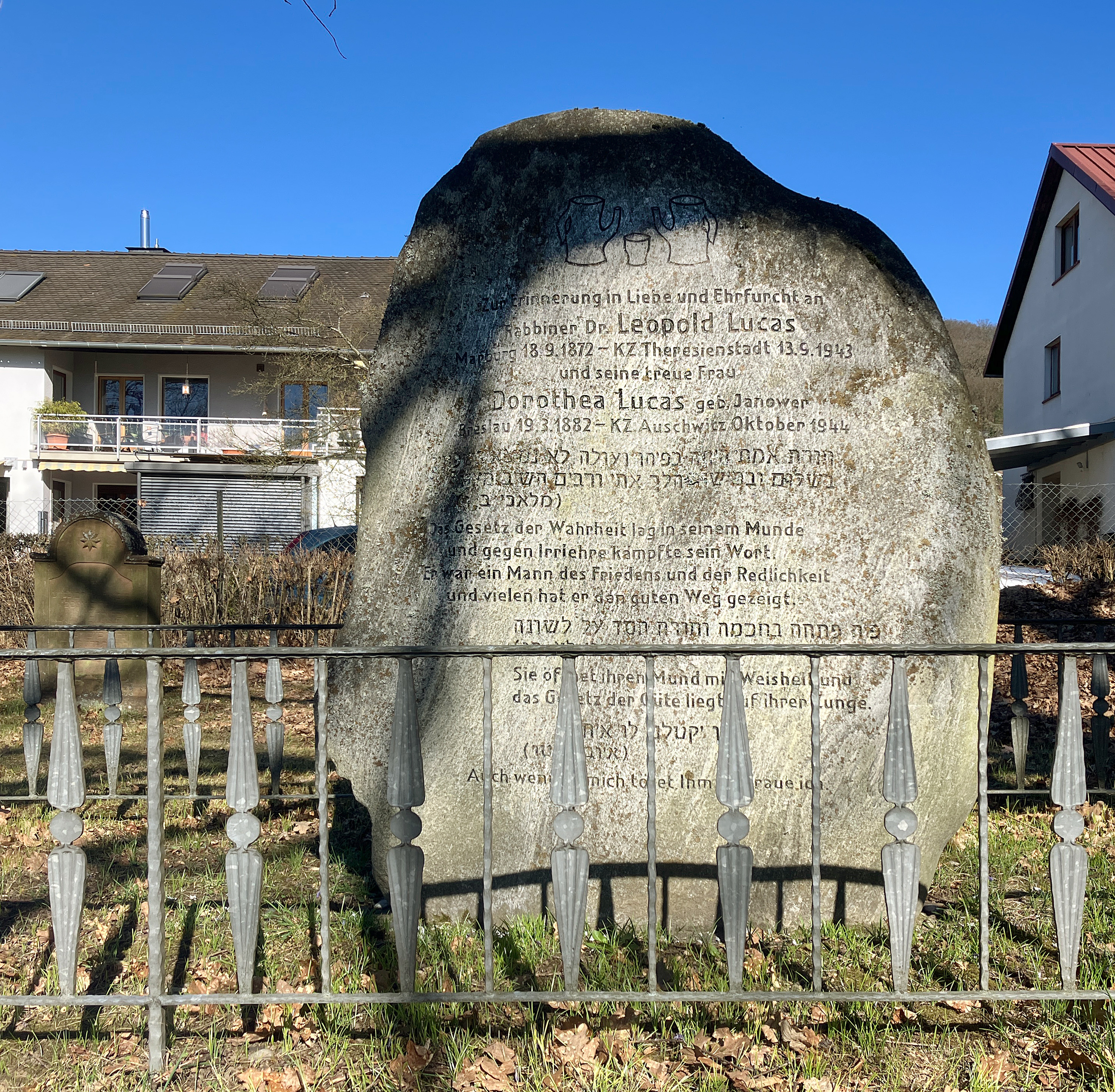
Gedenkstein für Leopold Lucas auf dem Alten Jüdischen Friedhof

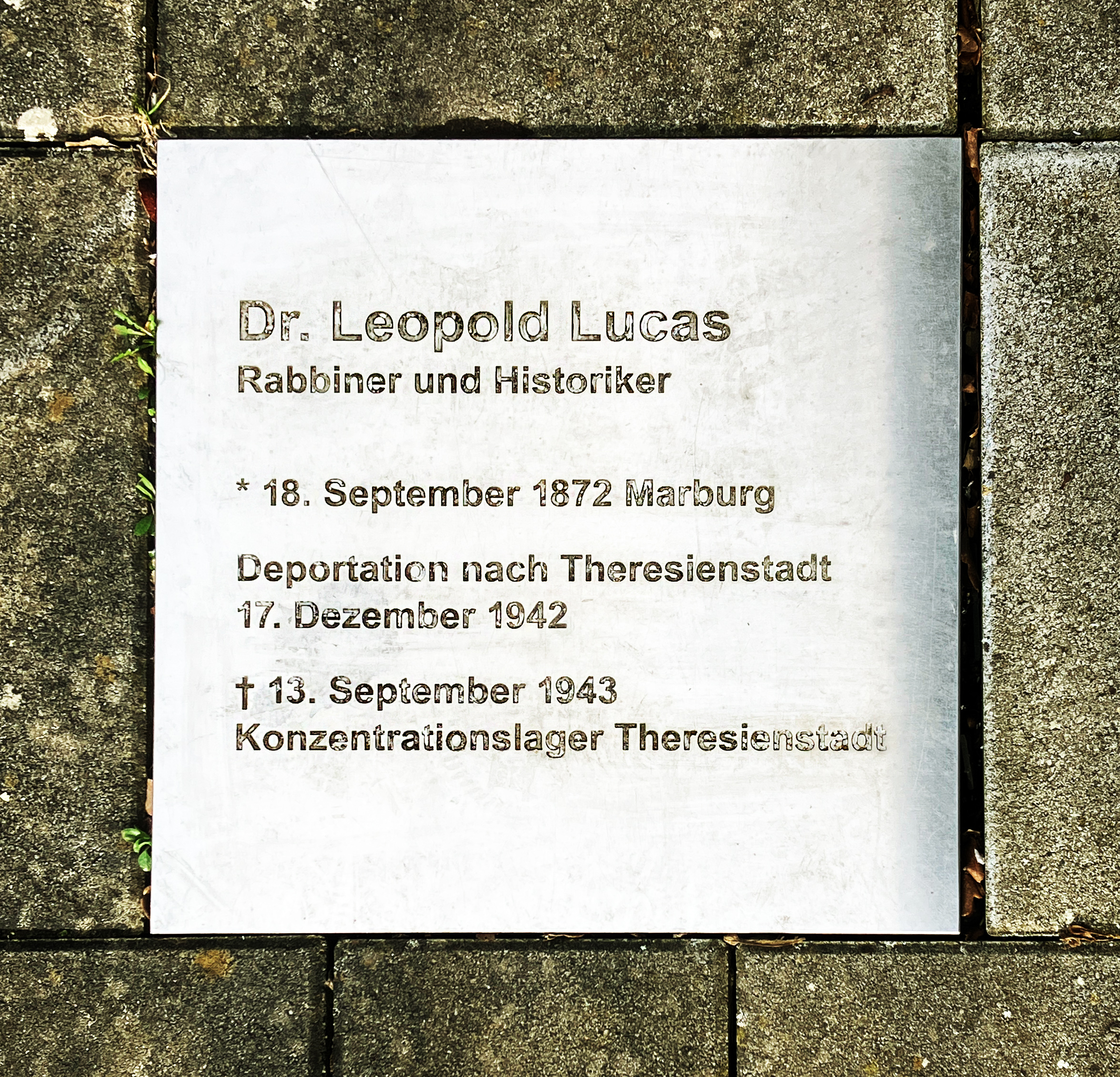
Gedenktafel für Leopold Lucas bei den Kaufmännischen Schulen

Leopold Lucas (geboren 18. September 1872 in Marburg; gestorben 13. September 1943 im Ghetto Theresienstadt) war ein deutscher Historiker und Rabbiner.

## Leben
Leopold Lucas stammte aus einer der ersten in Marburg nachweisbaren jüdischen Familien. 1674 erhielt der Handelsmann Abraham Lucas († 1712), Sohn des Schlomo, den landesherrschaftlichen Schutzbrief für Juden. Sein Sohn Aaron und der Enkel Loeb Lucas waren am Ende des 18. und zu Beginn des 19. Jahrhunderts Vorsteher der Marburger Judenschaft. Leopolds Eltern waren der Uhrmacher und Juwelier Bernhard Lucas (1836–1906) und seine Ehefrau Bertha Falkenstein (1833–1897).
Nach dem Abitur 1892 am Gymnasium Philippinum in Marburg studierte Leopold Lucas an der Humboldt-Universität zu Berlin Geschichte, Philosophie und orientalische Sprachen, sowie gleichzeitig an der Hochschule für die Wissenschaft des Judentums. Er promovierte 1895 an der Universität Tübingen mit einer Geschichte der Stadt Tyrus zur Zeit der Kreuzzüge zum Doktor der Philosophie. Ab 1899 wirkte er als Rabbiner in der traditionsreichen jüdischen Gemeinde von Glogau in Niederschlesien.
Seine wissenschaftliche Arbeit galt vor allem der Geschichte der Juden in den ersten christlichen Jahrhunderten. Mit Martin Philippson, der zum Vorsitzenden gewählt wurde, teilte er, der zum Schriftführer bestellt wurde, die Leitung der Gesellschaft zur Förderung der Wissenschaft des Judentums. Ihr Gründungsdatum war der 2. Dezember 1902. Noch als fast 70-Jähriger berief ihn Leo Baeck zu Beginn des Jahres 1941 an die Berliner Hochschule für die Wissenschaft des Judentums.
Mit dem „Altentransport“ vom 17. Dezember 1942 wurden Leopold Lucas und seine Frau Dorothea geb. Janower (* 1882) von Berlin ins Ghetto Theresienstadt deportiert, wo er am 13. September 1943, wenige Tage vor seinem 71. Geburtstag, ermordet wurde. Seine Frau Dorothea wurde mit dem Transport vom 12. Oktober 1944 in das KZ Auschwitz verschleppt und dort ebenfalls ermordet. 1987 wurde auf dem Alten jüdischen Friedhof in Marburg ein Gedenkstein für das Ehepaar Lucas errichtet.
Dina Goldine Lucas (* 1866) war eine ältere Schwester von Leopold Lucas. Sie besuchte die neu gegründete Elisabethschule und wurde Dentistin. Fast ihr gesamtes Leben lebte und arbeitete sie zusammen mit ihrer Schwester Fanny Frieda Lucas (1869–1936) in der Bahnhofstraße 10 in Marburg, wo sie ein Dentallabor führte. In der NS-Zeit verlor Dina die Kassenzulassung und durfte nur noch jüdische Patienten behandeln. Als ihre Schwester 1936 starb, blieb sie allein zurück. Für eine Emigration fühlte sie sich zu alt. 1942 musste sie einem Marburger Geschäftsmann unter Zwang das Vorkaufsrecht an ihrem Haus einräumen und selbst in ein Ghettohaus umziehen. Am 6. September 1942 wurde Dina Lucas von Marburg über Kassel nach Theresienstadt und von dort weiter ins Vernichtungslager Treblinka verschleppt, wo sie am 29. September 1942 ermordet wurde. An sie erinnert ein Stolperstein vor ihrem Haus in der Bahnhofstraße 10.

## Würdigung
- 1972 stiftete sein Sohn Franz D. Lucas den Dr.-Leopold-Lucas-Preis, der seitdem alljährlich an der Eberhard-Karls-Universität in Tübingen für hervorragende geisteswissenschaftliche Leistungen sowie für das Engagement für Völkerverständigung und Toleranz verliehen wird. Seit 1986 werden im Rahmen der Verleihung des Dr. Leopold-Lucas-Preises die Dr. Leopold-Lucas-Nachwuchswissenschaftler-Preise verliehen, prämiert wird jeweils eine herausragende Dissertation, die an den im Stiftungsstatut aufgeführten Fakultäten – der Evangelisch-Theologischen und der Katholisch-Theologischen Fakultät sowie der Fakultät für Philosophie und Geschichte – eingereicht wurde.
- Karl Popper hielt im Mai 1981 an der Universität Tübingen seinen Vortrag Duldsamkeit und intellektuelle Verantwortlichkeit im Gedenken an Leopold Lucas.[5]
- 1986 wurde in Marburg die Leopold-Lucas-Straße nach ihm benannt (ehemals Schwangasse). Hier befindet sich heute das Gymnasium Philippinum, an dem er das Abitur absolviert hatte.
- Auf dem Alten Jüdischen Friedhof in Marburg steht ein Gedenkstein für ihn und seine Ehefrau.
- Seit 2013 erinnert am Eingang zu den Kaufmännischen Schulen Marburg (KSM) an der Leopold-Lucas-Straße eine Gedenktafel an ihn.

## Werke
- Zur Geschichte der Juden im vierten Jahrhundert. Der Kampf zwischen Christentum u. Judentum. Nachdruck der Ausgabe Berlin 1910, Olms, Hildesheim, 1985, ISBN 3-487-07627-6.
- Geschichte und Geist. Fünf Essays zum Verständnis des Judentums. Zum Gedenken an den fünfzigsten Todestag von Rabbiner Dr. Leopold Lucas hrsg. von Franz D. Lucas. Duncker und Humblot, Berlin 1995, ISBN 3-428-08168-4.